# Genner (Aabenraa Kommune)
Genner (deutsch Gjenner) ist ein Ort mit 748 Einwohnern (1. Januar 2023) im Nordwesten der süddänischen Aabenraa Kommune. Genner befindet sich (Luftlinie) etwa 8 km nordöstlich von Rødekro, 8,5 km nördlich von Aabenraa und 15 km südlich von Haderslev im Genner Sogn. Der Ort ist ungefähr 2 km vom Ufer des circa 3 km langen Genner Fjord entfernt.

## Geschichte
Im Jahre 1900 wurde in Genner eine Bahnhaltestelle gebaut, welche im darauffolgenden Jahr eröffnet wurde. Ein Gasthaus, der Genner Stationskro bildete das Bahnhofsgebäude. Die Haltestelle lag an der Strecke Aabenraa–Løgumkloster, welche im März 1926 stillgelegt wurde. Das Bahnhofsgebäude existiert bis heute.

## Sehenswürdigkeiten
Im nördlichen Teil des Ortes befindet sich die Genner Kirke, die 1935 eingeweiht wurde.
Außerdem gibt es in Genner einen Wiedervereinigungsstein (dän. genforeningssten), der an die Wiedervereinigung Nordschleswigs mit Dänemark 1920 erinnert. Er wurde 1936 aufgestellt.

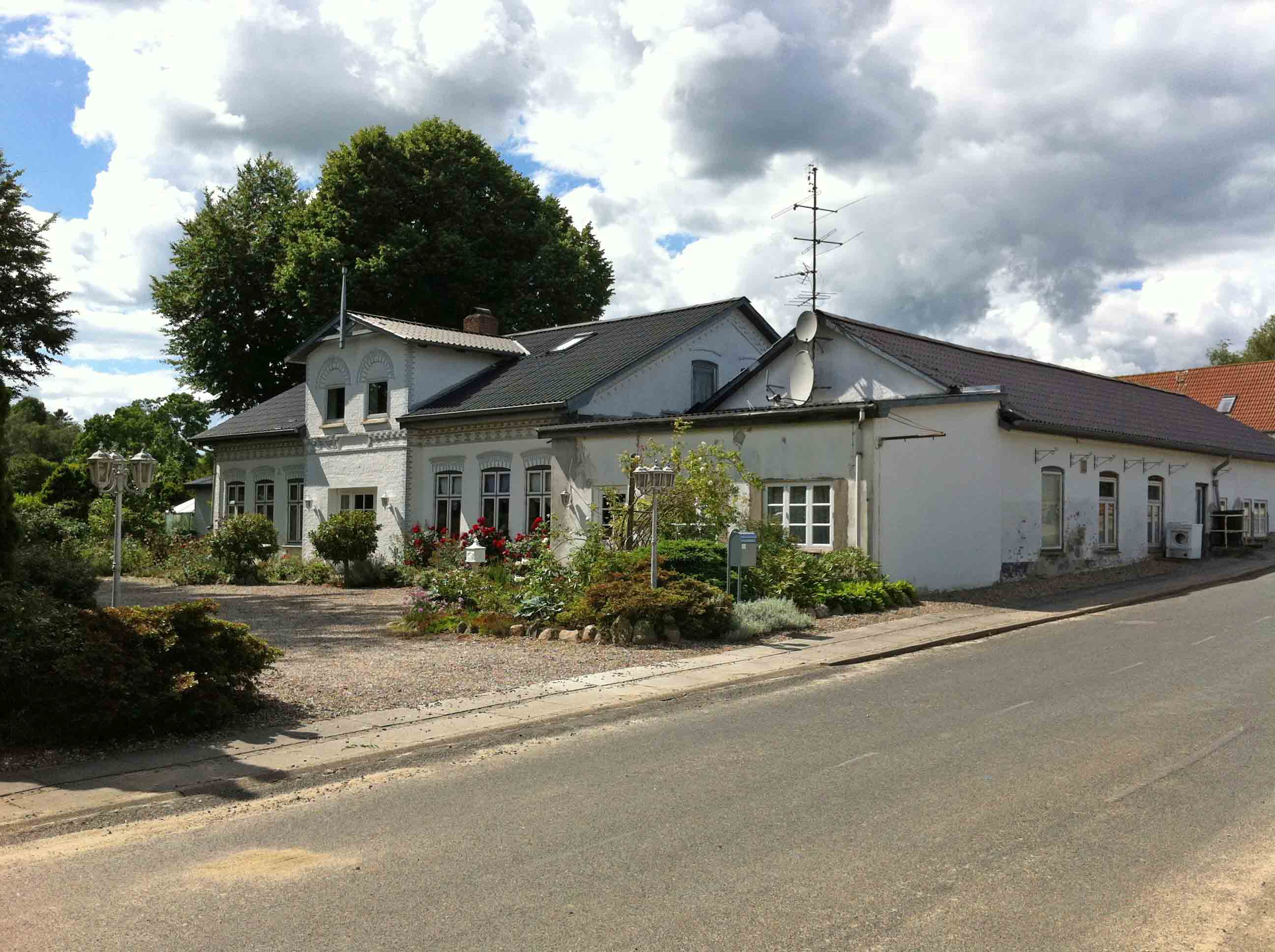
Genner Stationskro
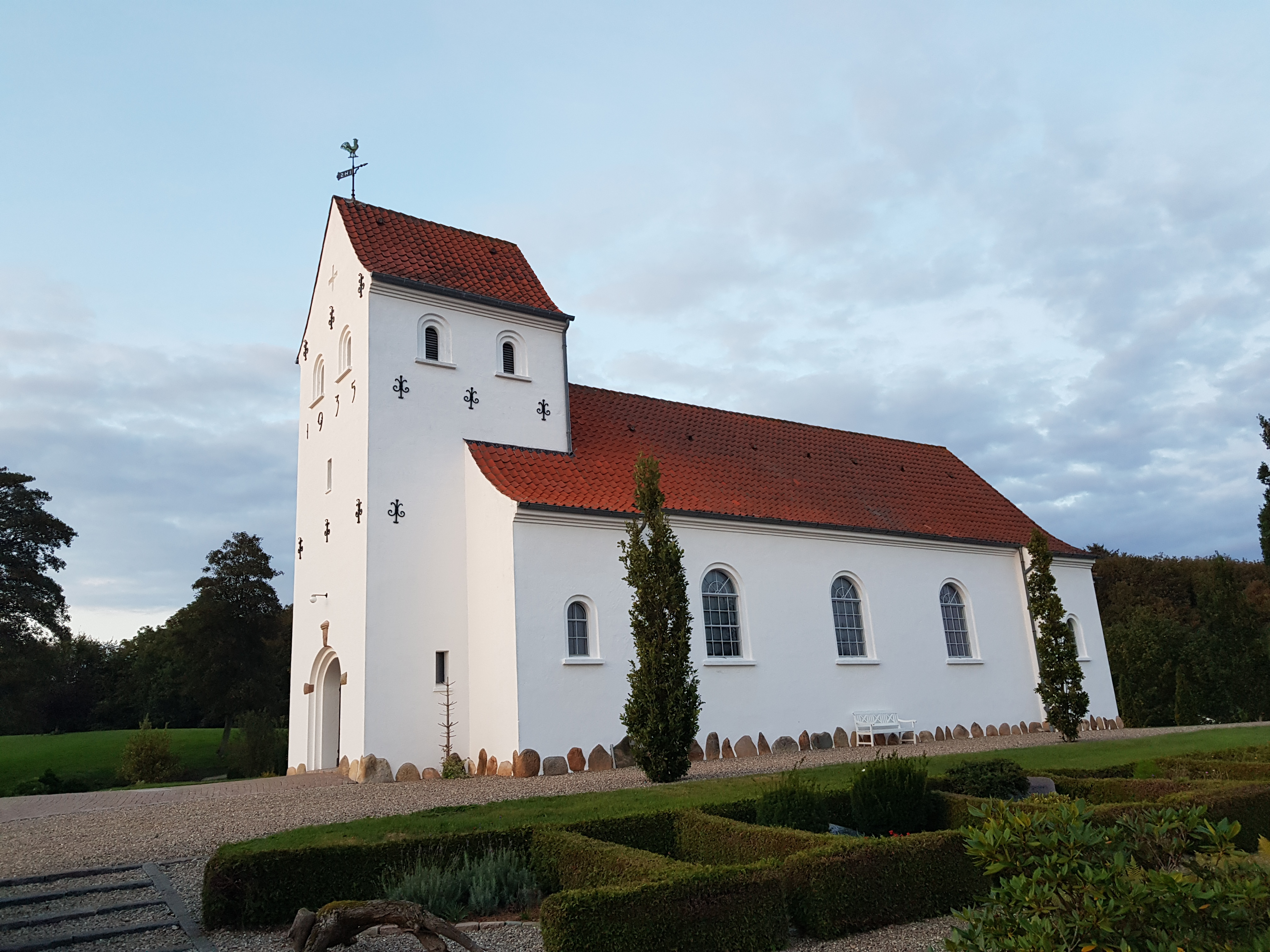
Genner Kirke

## Sport
Im Jahr 2022 führte die 3. Etappe der 109. Austragung der Tour de France durch Genner. Auf der Sønderballevej wurde mit der Côte de Genner Strand (61 m) eine Bergwertung der 4. Kategorie abgenommen. Sieger der Bergwertung war der Däne Magnus Cort Nielsen.